# Показник Ляпунова
Показник Ляпунова динамічної системи — величина, що характеризує швидкість віддалення одна від одної траєкторій. Додатність показника Ляпунова зазвичай свідчить про хаотичну поведінку системи.
Названо на честь Олександра Михайловича Ляпунова.

## Визначення
Потік динамічної системи визначають як однопараметричне сімейство відображень:
{\displaystyle F^{t}(x_{0})=x_{t},}
де {\displaystyle t\mapsto x_{t}} позначає траєкторію в динамічній системі. Показник Ляпунова можна визначити так:
{\displaystyle \lambda (x)=\lim _{t\to \infty }{\tfrac {1}{t}}\cdot \ln \|d_{x}F^{t}\|}

## Основні властивості
- Для систем, що зберігають об'єм, показник Ляпунова невід'ємний.

- Якщо система має від'ємний показник Ляпунова, то всі траєкторії збігаються до фіксованої точки.